# Nazionale maschile di hockey su pista d'Israele
La nazionale di hockey su pista d'Israele è la selezione maschile di hockey su pista che rappresenta l'Israele in ambito internazionale.

Opera sotto la giurisdizione della Federazione di pattinaggio d'Israele.